# Gregorio de Tours
Gregorio de Tours (lat. Gregorius Turonensis o Georgius Florentius Gregorius); Riom, cerca de Clermont en Auvernia, 538-Tours, 594) fue obispo de Tours e historiador galorromano, lo que lo convirtió en un destacado prelado de la zona que los romanos habían denominado anteriormente Galia. 
Nació en el seno de una familia galorromana de rango senatorial con el nombre de Georgius Florentius, siéndosele agregado más tarde el nombre Gregorius en honor a su bisabuelo materno. Devoto católico, su prestigiosa e influyente familia había servido a los emperadores romanos y luego comenzaron a servir a los reyes francos. Desde el siglo V estaban a cargo de varias sedes episcopales, especialmente las de Lyon, Tours y Arlés, mientras que su familia materna regentaba la de Langres.
Su padre murió siendo él muy joven, por lo que creció con su madre cerca de Cavaillon. Luego se trasladó a Clermont, donde su formación estuvo a cargo de su tío Galio, obispo de Clermont (†551), y del archidiácono Avito. En 563 fue enviado a Lyon para acabar sus estudios con su tío Nicecio de Lyon, obispo de Lyon. Poco después, fue ordenado diácono y se estableció en la basílica de San Julián de Brioude, donde permaneció hasta 573. Ese mismo año, a la edad de 34 años, fue designado para suceder a su primo materno Eufronio como obispo de Tours gracias a la buena voluntad del rey Sigeberto I de Austrasia (561-575) y de la reina Brunegilda. Esta ciudad estaba bajo la autoridad austrasiana y era una de las más importantes sedes episcopales de la Galia.
A partir de entonces ejerció su episcopado en la época de las luchas civiles que desgarraron el reino franco durante la segunda mitad del siglo VI. Era frecuente que asistiera a concilios o tratase asuntos políticos. Pasó toda su vida en las Galias, sirviendo a los reyes merovingios de Austrasia hasta su muerte el año 594.
Su obra Decem Libri Historiarum (Diez Libros de historia, comúnmente conocida como Historia Francorum o Historia de los francos) es una fuente literaria directa para el estudio de la historia merovingia. De la Historia Francorum puede deducirse que Gregorio no relata necesariamente la historia del pueblo franco, sino que escribe sobre un reino que ha llegado a ser católico. El foco está en las guerras de los reyes, la historia episcopal del reino, la conversión del reino a uno franco-católico y la construcción que dio paso a esta versión católica. De esta manera el libro De Gregorio termina siendo, por defecto, una historia del pueblo franco en la época merovingia. El carácter multifacético de esta obra hace que sea concebida tanto como una suerte de historia nacional de un reino católico como una historia eclesiástica al estilo de Eusebio de Cesarea, puesto que trata temas como la sucesión apostólica e historias de obispados como el de Reims y Tours.

## Obras
Por sus orígenes y su gran cultura, Gregorio es un heredero de la Antigüedad, lector de Virgilio, Sidonio Apolinar y Marciano Capela.
Escribió varios libros, entre ellos vidas de santos, pero su obra principal son sus Decem Libri Historiarum  o Diez libros de historia, conocida como Historia Francorum o Historia de los francos. Es la fuente contemporánea más importante para la historia de los merovingios.

### Diez libros de historiaoHistoria de los francos
Su obra principal la constituye los “Diez libros de historia” (en latín: Decem Libri Historiarum), también conocida como Historiae (“Historias”) o Historia Francorum (“Historia de los francos”). No existe ningún original de mano de Gregorio, pero sobreviven más de cincuenta manuscritos medievales de esta obra. Los más antiguos, que datan del siglo VII, están incompletos. Las primeras versiones confiables provienen del siglo XI.
Se trata de una historia eclesiástica (historia universal cristiana). La intención de Gregorio era presentar la historia universal desde un punto de vista escatológico católico, desde la creación hasta los reyes francos del siglo VI (sus contemporáneos). El libro segundo empieza con la muerte de san Martín de Tours (patrón de la Francia merovingia) y se clausura con la muerte de Clodoveo I. A partir del libro cuarto y durante los seis libros restantes, el obispo historiador nos habla de los francos de su época, los descendientes de Clodoveo (los merovingios) y de sus guerras intestinas.
Gregorio mezcla, en la presentación de su historia, la historia de los santos y la de los pueblos (II, introducción). En razón del contenido principal y siguiendo la tradición historiográfica francesa, a esta obra se le tiende a designar como Historia de los francos. Investigaciones recientes enfatizan, sin embargo, el carácter eclesiástico y (romano) universal de la obra. Por ejemplo, Gregorio habla de acontecimientos en la frontera oriental del Imperio romano, del saqueo de Antioquía por los persas en el año 540 y el estallido de una nueva guerra romano-persa dos años después (IV, 40). Para él, el Emperador romano de Oriente sigue siendo el soberano y lo designa como dominus noster.

Entre las fuentes de Gregorio figura la Biblia latina (Vulgata) y entre muchos autores están también Orosio, Avito de Viena y Sidonio Apolinar, así como un número de fuentes hoy perdidas como los Anales (llamados Anales de Angers) y las obras históricas de Sulpicio Alejandro y Renato Profuturo Frigerido (Renatus Profuturus Frigeridus). El obispo historiador nombra con frecuencia a sus fuentes o transcribe fragmentos enteros de textos que cita. Debido a la gran escasez de fuentes para este período, los Diez libros de historia o la Historia de los francos resulta indispensable para el estudio de la antigüedad tardía de las Galias y para la época merovingia temprana.

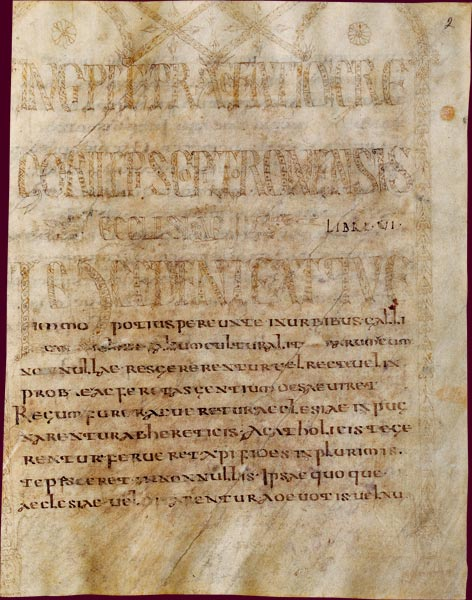
Gregorio de Tours, Historia de los francos, libros I-VI, página del frontispicio, Luxeuil o Corbeil, finales del siglo VII

Durante el medioevo la obra era muy leída. En los siglos siguientes se le continuó con la historia de los reyes merovingios posteriores, por autores conocidos colectivamente como Fredegario o pseudo Fredegario. La primera impresión de la obra (editio princeps) se llevó a cabo en París en los años 1511/12.
En la investigación historiográfica actual, algunos autores ponen en entredicho su credibilidad. Una crítica acérrima es la de Ian N. Wood. Este, junto con otros, asegura que el retrato de la decadencia cultural plasmada por Gregorio entre el siglo VI (en el que vive) y el siglo anterior es exagerado y que, en realidad, el deterioro cultural entre el siglo de Sidionio Apolinar y el de Gregorio de Tours no fue tan grande como lo describe. El hecho de que 600 poetas estuvieran aún activos en la antigüedad tardía (p.ej. Venancio Fortunato, amigo del obispo de Tours), lleva a Wood a generalizar su escepticismo de ese aspecto al conjunto de la obra. Otro crítico es Walter A. Goffart, quien reprocha al obispo el haber omitido deliberadamente determinados acontecimientos. Por regla general, las investigaciones recientes tienden a enfatizar cuánto participaba todavía Gregorio de las tradiciones de la antigüedad tardía, a diferencia de la historiografía anterior que lo percibía como ya inscrito en el Medioevo.
Lo más probable es que los sucesos pasados por alto no lo fueran porque existiera la intención de influir al lector a través de un relato truncado de la situación, sino porque el historiador estimaba que no valía la pena narrarlos. En efecto, al igual que otros autores eclesiásticos, hay en el obispo de Tours una intención de moralizar y de dar a la historia un sentido.
Otras críticas frecuentes remiten a errores cronológicos, así como a equivocaciones en los datos numéricos sobre todo en los primeros libros (por ejemplo, en las descripciones que hace del tiempo de Clodoveo, para cuya documentación sólo disponía de informaciones imprecisas). 
El valor en tanto fuente de la obra del obispo de Tours (que cubre el acontecer político y la historia de la cultura) es innegable para un período del que no han sobrevivido sino escasísimas fuentes.

## Hagiografía
Su libro Vida de los Padres comprende las hagiografías de veinte de los más destacados hombres de la generación precedente a la suya propia, conteniendo un amplio muestrario de la comunidad espiritual a principios del Medioevo en la Galia, que incluye la vida de obispos, clérigos, monjes, abades, hombres santos y ermitaños. La palabra «Vida« » es utilizada en singular para el título de la colección de vidas, a fin de dar una imagen uniforme de la naturaleza gloriosa del estilo de la vida cristiana en general, para lo que su contenido desarrolla cada vida individualmente, llevando así a cabo aspectos específicos de un solo gran ideal. Por ejemplo, San Ilidio (St. Illidius, Saint-Allyre), obispo de Clermont hacia 384, es alabado por su pureza de corazón, el abad san Brachio por su disciplina y determinación en el estudio de las Escrituras, san Patroclo de Bourges por su inquebrantable fe al afrontar la debilidad, y san Nicecio de Lyon, por su justicia. Pero es la vida de san Niceto (o Nicecio) de Tréveris la que predomina en este libro; su gran sentido de la autoridad y de la responsabilidad episcopal la convierte en el centro de la atención de Gregorio; cuenta que su figura, destinada a ser grande, lidera la vida de los demás.